# ネイサン・パーマー
ネイサン・パーマー（Nathan Palmer 1989年4月14日- ）はインディアナ州エルクハート出身のアメリカンフットボール選手。現在フリーエージェント。ポジションはワイドレシーバー。

## 経歴
北イリノイ大学ではスプレッドオフェンスでプレーした。3年次には29回のレシーブで532ヤードを獲得、4年次には47回のレシーブで695ヤードを獲得、ミッドアメリカン・カンファレンスのサードチームに選ばれた。大学4年間で先発20試合を含む48試合に出場、93レシーブで1,575ヤードを獲得、16TDをあげた。2011年のMAC Championship GameではMVPに選ばれた。NFLスカウティングコンバインに招待されなかったが、プロデイでは40ヤード走で4秒34の記録を出した
2012年のNFLドラフトでは指名されなかったが、サンフランシスコ・フォーティナイナーズとドラフト外フリーエージェントで契約を結んだ。プレシーズンゲームではチーム2位の6レシーブで93ヤードを獲得したが、8月31日にウェーバーされて、9月1日、ナイナーズとプラクティス・スクワッドとして契約した。9月24日、ベテランWRオースティン・コリーがひざの負傷で離脱したインディアナポリス・コルツと契約した。コルツが30-27でグリーンベイ・パッカーズを破った試合でデビューした。この年、5試合に出場した。
2013年8月27日、ウェーバーされた後、8月28日、再契約を結び故障者リスト入りしたが、9月2日に再び解雇された。10月にマイアミ・ドルフィンズとプラクティス・スクワッド契約を結んだ。12月24日、デンバー・ブロンコスとプラクティス・スクワッド契約を結んだ。
2014年8月30日にロースターからカットされて翌日プラクティススクワッド契約を結んでいたが、9月3日、53人ロースターに加わった。
2015年9月7日、ニューイングランド・ペイトリオッツのプラクティススクワッドに加わった。